# Чернова Галина Денисівна
Галина Денисівна Чернова (нар. 19 серпня 1931, Умань) — українська художниця декоративного мистецтва; член Харківської організації Спілки радянських художників України з 1960 року.

## Біографія
Народилася 19 серпня 1931 року в місті Умані (нині Черкаська область, Україна). Упродовж 1950—1955 років навчалася в Одеському художньому училищі, де її викладачами були зокрема Михайло Жук, Михайло Зорін, Ірина Сакович, Володимир Путейко.
Протягом 1955—1988 років працювала на Будянському фаянсовому заводі. У 1976 році закінчила Ленінградські курси підвищення кваліфікації, де навчалася у групі художників-живописців. У 1980—1991 роках виконувала творчі роботи на замовлення в галузі монументально-декоративного мистецтва. Викладала в Будянській дитячій школі народного мистецтва. Жила в смт Будах в будинку на вулиці Дачній, № 10, квартира № 38.

## Творчість
Працювала в галузі декоративного мистецтва (художня кераміка), розписувала фаянсові вироби. Серед робіт:
- дзбан «Змійка» (1957);
- серія «Сувенірні посудинки» (1957);
- декоративна тарілка «40 років Великого Жовтня»  (1959);
- блюдо «Ювілейне. 40 років ВЛКСМ» (1959);
- декоративна тарілка «Тарас Григорович Шевченко» (1961);
- декоративна тарілка «Будьоннівець» (1965);
- серія тарілок «Цирк» (1967);
- сервіз «Ювілейний» (1967);
- сервіз «Інтимний»;
- кварта «Одарка і Карась»;
- набір для наливки «Перлина» (1969);
- декоративна тарілка «Леся Українка» (1970);
- чайний сервіз «Ювілейний» (1975)[2];
- «Будянський фаянс» (1980);
- «Народні свята» (1997).

Авторка робіт в інтер'єрах станцій Харківського метро «Історичний музей» та «Університет» (1982—1983).
Брала участь у республіканських виставках з 1957 року, всесоюзних — з 1958 року, зарубіжних — з 1959 року. Персональна виставка відбулася у Харкові у 1960 році.
Окремі роботи художниці зберігаються у Національному музеї українського народного декоративного мистецтва у Києві, Харківському художньому музеї.